# Monochamus stuhlmanni
Monochamus stuhlmanni là một loài bọ cánh cứng trong họ Cerambycidae.